# George Byng, 6e burggraaf Torrington
George Byng (1768–1831), de 6e burggraaf Torrington was een Vice-Admiraal in de Britse Koninklijke marine.
Koning Willem I der Nederlanden benoemde "Lord Viscount Torrington" in een Koninklijk Besluit van 7 februari 1816 tot Officier in de Militaire Willems-Orde omdat hij "gecommandeerd hebbende het schip de Warrior aan welks boord Wij in November 1813 naar Holland overgestoken zijn gewigtige dienst aan de goede zaak heeft gedaan".

De burggraaf mocht de onderscheiding niet aannemen. Hij stond niet onder Nederlands commando en had geen werkelijke militaire actie bevolen. Hij mocht daarom niet zoals zijn in hetzelfde K.B. genoemde ondergeschikte Kapitein Thomas Baker een decoratie van een vreemde vorst aannemen.
.